# Александер Люнд Гансен
Александер Лунн Гансен (норв. Alexander Lund Hansen, нар. 6 жовтня 1982, Офьорд) — норвезький футболіст, воротар клубу «Русенборг». Чоловік норвезької гандболістки Ґеріл Снорреґґен.

## Ігрова кар'єра
У дорослому футболі дебютував 2001 року виступами за команду клубу «Русенборг», в якій перебував три сезони, проте жодного разу не виходив на поле у матчах чемпіонату.
Протягом 2004–2005 років на правах оренди захищав кольори «Фредрікстада».
Після повернення до «Русенборга» відіграв за команду з Тронгейма наступні п'ять сезонів своєї ігрової кар'єри. За цей час двічі виборював титул чемпіона Норвегії, проте основним голкіпером так і не став.
1 січня 2010 року Гансен переходить у данський «Оденсе», але і там теж не зміг стати основним голкіпером і вже 26 листопада того ж року у статусі вільного агента повертається на батьківщину в «Старт» (Крістіансанн).
До складу клубу «Русенборг» приєднався 8 серпня 2012 року. Наразі встиг відіграти за команду з Тронгейма 3 матчі в національному чемпіонаті.

## Статистика виступів
Статистика станом на 20 серпня 2012 року.

### Статистика клубних виступів
| Сезон                            | Клуб                             | Чемпіонат                        | Чемпіонат | Чемпіонат | Національний кубок | Національний кубок | Національний кубок | Континентальні кубки | Континентальні кубки | Континентальні кубки | Суперкубок | Суперкубок | Суперкубок | Усього | Усього |
| Сезон                            | Клуб                             | Ліга                             | Ігор      | Голів     | Ліга               | Ігор               | Голів              | Ліга                 | Ігор                 | Голів                | Ліга       | Ігор       | Голів      | Ігор   | Голів  |
| -------------------------------- | -------------------------------- | -------------------------------- | --------- | --------- | ------------------ | ------------------ | ------------------ | -------------------- | -------------------- | -------------------- | ---------- | ---------- | ---------- | ------ | ------ |
| 2001                             | «Русенборг»                      | T                                | 0         | −0        | КН                 | 0                  | −0                 | ЛЄ                   | 0                    | −0                   | —          | —          | —          | 0      | −0     |
| 2002                             | «Русенборг»                      | T                                | 0         | −0        | КН                 | 0                  | −0                 | ЛЧ                   | 0                    | −0                   | —          | —          | —          | 0      | −0     |
| 2003                             | «Русенборг»                      | T                                | 0         | −0        | КН                 | 0                  | −0                 | КУЄФА                | 0                    | −0                   | —          | —          | —          | 0      | −0     |
| 2004                             | «Русенборг»                      | T                                | 0         | −0        | КН                 | 1                  | -?                 | ЛЧ                   | 0                    | −0                   | —          | —          | —          | 1      | -?     |
| 2004                             | «Фредрікстад»                    | T                                | 12        | -?        | КН                 | 0                  | −0                 | —                    | —                    | —                    | —          | —          | —          | 12     | 0      |
| 2005                             | «Фредрікстад»                    | T                                | 7         | -?        | КН                 | 0                  | −0                 | —                    | —                    | —                    | —          | —          | —          | 7      | -?     |
| Усього за «Фредрікстад»          | Усього за «Фредрікстад»          | Усього за «Фредрікстад»          | 19        | -?        |                    | 0                  | −0                 |                      | —                    | —                    |            | —          | —          | 19     | -?     |
| 2006                             | «Русенборг»                      | T                                | 0         | −0        | КН                 | 0                  | −0                 | —                    | —                    | —                    | —          | —          | —          | 0      | −0     |
| 2007                             | «Русенборг»                      | T                                | 0         | −0        | КН                 | 1                  | -?                 | КУЄФА                | 0                    | −0                   | —          | —          | —          | 1      | -?     |
| 2008                             | «Русенборг»                      | T                                | 3         | -?        | КН                 | 2                  | -?                 | КУЄФА                | 2                    | -?                   | —          | —          | —          | 7      | -?     |
| 2009                             | «Русенборг»                      | T                                | 3         | -?        | КН                 | 1                  | -?                 | ЛЄ                   | 0                    | −0                   | —          | —          | —          | 4      | -?     |
| 2009-10                          | «Оденсе»                         | С                                | 3         | -?        | КД                 | 0                  | −0                 | ЛЄ                   | 0                    | −0                   | —          | —          | —          | 3      | -?     |
| 2010-11                          | «Оденсе»                         | С                                | 7         | -?        | КД                 | 0                  | −0                 | ЛЄ                   | 1                    | -?                   | —          | —          | —          | 4      | -?     |
| Усього за «Оденсе»               | Усього за «Оденсе»               | Усього за «Оденсе»               | 10        | -?        |                    | 0                  | −0                 |                      | 1                    | -?                   |            | —          | —          | 10     | -?     |
| 2011                             | «Старт» (Крістіансанн)           | T                                | 4         | -?        | КН                 | 2                  | -?                 | —                    | —                    | —                    | —          | —          | —          | 6      | -?     |
| 2012                             | «Старт» (Крістіансанн)           | A                                | 15        | -?        | КН                 | 2                  | -?                 | —                    | —                    | —                    | —          | —          | —          | 17     | -?     |
| Усього за «Старт» (Крістіансанн) | Усього за «Старт» (Крістіансанн) | Усього за «Старт» (Крістіансанн) | 19        | -?        |                    | 4                  | -?                 |                      | —                    | —                    |            | —          | —          | 23     | -?     |
| 2012                             | «Русенборг»                      | T                                | 0         | −0        | КН                 | —                  | —                  | ЛЄ                   | 0                    | −0                   | —          | —          | —          | 0      | −0     |
| Усього за «Русенборг»            | Усього за «Русенборг»            | Усього за «Русенборг»            | 6         | -?        |                    | 6                  | -?                 |                      | 2                    | -?                   |            | —          | —          | 13     | -?     |
| Усього                           | Усього                           | Усього                           | 46        | -?        |                    | 8                  | -?                 |                      | 3                    | -?                   |            | —          | —          | 56     | -?     |

## Титули і досягнення
- Чемпіон Норвегії (2):

«Русенборг»: 2006, 2009